# Новый клуб

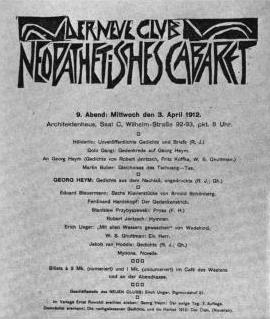
Афиша «Неопатетического кабаре», 1912

«Новый клуб» (нем. Der Neue Club) — немецкое литературное объединение, в которое входили в основном писатели и поэты экспрессионистского направления. Основано в 1909 году в Берлине Куртом Хиллером, Якобом ван Годдисом и Эрвином Лёвенсоном. Клуб устраивал литературные вечера под общим названием «Неопатетическое кабаре».

## История
Изначально создавалось как «Объединение студентов и молодых художников». В создании клуба также принимал активное участие поэт Якоб ван Годдис. С приходом в объединение в 1910 году поэтов Георга Гейма и Эрнста Бласса «Новый клуб» окончательно сформировался как одно из наиболее значимых явлений в раннем немецком экспрессионизме.
Под руководством Курта Хиллера в 1910 году прошли четыре вечера декламаций под общим названием «Неопатетическое кабаре». В них принимали участие поэтесса Эльза Ласкер-Шюлер, актриса Тилла Дюрье и другие. После этого Курт Хиллер покинул клуб, и объединение возглавил Якоб ван Годдис. Журнал «Die Aktion» разместил такое сообщение об этом событии:

«Наш сотрудник д-р Курт Хиллер сообщает, что он выходит из состава „Нового клуба“, руководимого им со дня его основания, по причине наскучившего ему бестактного поведения некоторых членов клуба; он придает большое значение тому, чтобы в дальнейшем его не считали ответственным за все поступки этого объединения»
В 1911 году Якоб ван Годдис провёл ещё несколько литературных вечеров. Наибольший резонанс имели выступления поэта Георга Гейма. После его смерти в 1912 году, состоялся вечер памяти, а затем деятельность клуба постепенно сошла на нет. Официально клуб просуществовал до 1914 года.
«Новый клуб» имел огромное значение для ранних этапов развития литературы немецкого экспрессионизма. Именно в нем впервые встретились писатели и поэты, которые затем составили классику этого направления.

«Новый клуб», ассоциация преимущественно еврейских студентов, которая была основана как «свободное братство», начала в 1909 году устраивать «открытые вечера». Они приглашали современных поэтов и композиторов на лекции и перформансы, а также постоянно читали Гёльдерлина и — почти каждый раз — тексты Фридриха Ницше. Ницше может быть назван общим знаменателем немецкого модернизма…
В 1910 году «Новый клуб» был переименован в «Неопатетическое кабаре». Но его программа была очень далека от того, что подразумевается сегодня под «берлинским кабаре». Наряду с декламацией Рильке, Стефана Георге и Гуго фон Гофмансталя или чтениями пьес Франка Ведекинда, посетители слушали музыку Арнольда Шёнберга, а однажды даже лекцию Мартина Бубера. Но самое главное, «неопатетики» популяризировали своих берлинских современников. Один из самых значительных поэтов экспрессионизма, Георг Гейм (1887—1912) был поистине открыт членами «Нового клуба». После его смерти, его сочинения были спасены и посмертно изданы одним из основателей клуба, Эрвином Лёвенсоном. Гейм — один из многих не-еврейских поэтов, многим обязанных своим еврейским друзьям: издателям, редакторам, арт-директорам…
Эльза Ласкер-Шюлер появилась вместе с Георгом Геймом в «Неопатетическом кабаре» в декабре 1910 года с программой поэтических и прозаических чтений.
— Emily D. Bilski, Sigrid Bauschinger. «Berlin metropolis: jews and the new culture, 1890—1918».